# Sint-Genesius-Rode
Sint-Genesius-Rode (en francés: Rhode-Saint-Genèse) es una localidad flamenca encuadrada en la región limítrofe a Bruselas de Halle-Vilvoorde. 
El 1 de enero de 2018 tenía 18296 habitantes en 22,77 km², lo que hace una densidad de población de 804 habitantes por km².
El municipio, aunque oficialmente neerlandófono, presenta facilidades para su población francófona mayoritaria, que ha ido aumentando hasta llegar casi al 70% y existen reivindicaciones tanto para unir la localidad a la Región de Bruselas-Capital, escindir Bruselas-Halle-Vilvoorde…

## Demografía

### Evolución
Todos los datos históricos relativos al actual municipio, el siguiente gráfico refleja su evolución demográfica, incluyendo municipios después de efectuada la fusión el 1 de enero de 1977.
| Gráfica de evolución demográfica de Sint-Genesius-Rode entre 1846 y 2020 |
|                                                                          |